# Megophrys mangshanensis
Megophrys mangshanensis es una especie de anfibios de la familia Megophryidae.

## Distribución geográfica
Es endémica del sudoeste de China.

## Estado de conservación
Se encuentra amenazada por la pérdida de su hábitat natural.